# ANDi
El ejemplar de Macaco rhesus ANDi, nacido el 2 de octubre de 2000, fue el primer primate genéticamente modificado. Su nombre es la sigla en inglés, leída en reversa, de la expresión "inserted DNA", es decir ADN insertado.
Para producir a ANDi se inyectaron retrovirus en el espacio perivitelino de 224 oocitos maduros de macacos rhesus, que fueron fertilizados luego por inyección intracitoplasmática. Se usó material genético proveniente de la medusa aequorea victoria, que produce naturalmente proteína verde fluorescente. Pero el ejemplar no produjo proteína en cantidad suficiente para ser visible.